# Dischidia myrtillus
Dischidia myrtillus är en oleanderväxtart som beskrevs av Rudolf Schlechter. Dischidia myrtillus ingår i släktet Dischidia och familjen oleanderväxter. Inga underarter finns listade i Catalogue of Life.